# Socony-Vacuum Oil

Das Mobil-Logo

Socony-Vacuum Oil Co., Inc. ist der vorhergehende Name der Mobil Oil Corporation, die heute in  ExxonMobil aufgegangen ist.

## Geschichte
Die Vacuum Oil Company of Rochester, N.Y. wurde 1866 als Petroleum-Unternehmen in den USA gegründet. 1879 übernahm John D. Rockefellers Standard Oil einen 75%igen Anteil an der Vacuum Oil. Im Jahr 1899 folgte die Gründung der deutschen Tochtergesellschaft Deutsche Vacuum Oil Company in Hamburg. Die Raffinerie der Gesellschaft in Wedel wurde 1906 in Betrieb genommen, gefolgt 1911 von der Raffinerie in Bremen-Oslebshausen. Im Jahr 1911 ließ die südafrikanische Tochtergesellschaft der Vacuum ihr fliegendes Pferd, den Pegasus, in der Farbe Weiß als Warenzeichen für ihre Tankstellen eintragen. In der Folgezeit wurde das Pferd in Rot eingefärbt (zuerst in Japan) und dann weltweit als Wiedererkennungszeichen des Unternehmens verwendet.
Mit der Zerschlagung des Standard Oil Trusts im Jahre 1911 entstand u. a. die Standard Oil Company of New York (Socony). 1930 akquirierte Vacuum Oil die Wadhams Oil Corporation und White Star Refining Company. 1931 übernahm Socony alle Anteile der Vacuum Oil Co. und änderte ihren Namen in Socony-Vacuum Corporation. 1933 brachten sowohl Socony-Vacuum als auch Standard Oil of New Jersey (die spätere Exxon) ihre Fernost-Aktivitäten in ein 50:50-Joint Venture namens Standard-Vacuum Oil Co. (Stanvac) ein. 1934 änderte Socony-Vacuum Corp. ihren Namen in Socony-Vacuum Oil.
Im Januar 1935 gründete das Unternehmen gemeinsam mit der Anglo-Saxon Petroleum Co Ltd (ein Tochterunternehmen der Shell plc) die Rohöl-Gewinnungs-AG (RAG) und 1939 die Ostmärkische Mineralölwerke GmbH (OMW), die im Wiener Becken reichen Erdölvorkommen zu erschließen und auszubeuten. Infolge des Anschlusses von Österreich 1938 an das Deutsche Reich und der folgenden Neuordnung der dortigen Industrie wurde die Tochtergesellschaft Vacuum Oel AG in Wien nebst ihrer Raffinerie in Kagran in die Deutsch-Amerikanische Petroleum Gesellschaft eingeordnet.
Als Markenwort und Markenbild für die Schmierstoffe der Deutschen Mobiloel verwendete das Unternehmen bis 1952 den Gargoyle. 1955 wurde der Name in Socony Mobil Oil Company, Inc und 1966 in Mobil Oil Corporation geändert. Der Pegasus im Markenzeichen wurde gleichzeitig von nach links fliegend auf nach rechts fliegend gewendet. Ebenfalls 1955 änderte sich die Firmierung der Deutschen Vacuum Oil in Mobil Oil A.G. in Deutschland und 1983 in Mobil Oil AG, immer noch mit Sitz in Hamburg, geändert.